# Cerro de los Burros
El Cerro de los Burros es un cerro ubicado junto a la localidad balnearia de Playa Hermosa, en el municipio de Piriápolis, departamento de Maldonado, en Uruguay. Fue declarado en 1915 como Patrimonio interdepartamental por parte de la Intendencia de Maldonado, por su importancia.

## Características
El cerro se encuentra a una altitud de 171 m s. n. m., y forma parte de la cuchilla Grande. La elevación está cubierta por una vegetación muy tupida, lo que dificulta al momento de su ascenso.

## Toponimia
Su nombre de los Burros, hace referencia a que en sus laderas se alimentaban los burros que eran de propiedad de Francisco Piria. El cerro también es conocido como de la Virgen.

## Arqueología
El Cerro de los Burros, junto con la cuenca hidrográfica del arroyo Tarariras y su desembocadura en el Río de la Plata, presentan vestigios de ocupaciones humanas correspondientes a diversos ambientes y épocas, desde más de diez mil años atrás y hasta la época de ocupación española de estas tierras.
Las primeras investigaciones arqueológicas comenzaron en la zona en la década de 1950, y han sido diferentes investigadores los que han recorrido la zona en busca de nuevas evidencias. Uno de ellos es el investigador Ugo Meneghín, asociado al Museo Nacional de Historia Natural de Uruguay, quién inició sus trabajos en el lugar en la década de 1970. Tras 20 años de estudios, definió a esta zona como un taller de industria lítica utilizado por cazadores especializados. Entre sus estudios analizó 15 000 artefactos, extraídos de cuatro yacimientos del cerro. De ellos se destacan las puntas de proyectil, llamadas también colas de pescado, las cuales fueron confeccionadas con una roca de color marrón violácea típica del lugar, llamada riolita. Si bien estos materiales no han podido ser fechados, ya que en el terreno no se conservan elementos susceptibles de ser fechados (carbón, madera, huesos, etc.), teniendo en cuenta artefactos de similares características hallados en otros sitios de Sudamérica, que sí han podido fecharse, estas puntas de flecha tendrían una edad de 12 000 años, por lo que correspondería a grupos paleoindios. Estos serían primitivos cazadores-recolectores, posiblemente de origen asiático que llegaron a la zona desde el norte, por el puente de Beringia.

## Comunidad
En el Cerro de los Burros existe una asociación vecinal dedicada a la preservación del lugar. La Comisión vecinal del Cerro de los burros fue fundada como asociación civil sin fines de lucro el 18 de diciembre de 2011, con los objetivos de conservar y preservar el patrimonio arqueológico, el ecosistema, biodiversidad de su flora y fauna, sus recursos naturales, así como promover el conocimiento y valoración del acervo cultural que encierra el entorno del Cerro de los Burros y sus alrededores.